# Property
Een property is in bepaalde objectgeoriënteerde programmeertalen een member van een klasse dat tussen een veld en een methode in zit: het is een verkorte notatie om te beschrijven hoe en of een veld opgevraagd en aangepast kan worden. In programmeertalen zonder properties moet dit gedaan worden met accessor- en mutator-methoden die respectievelijk worden gebruikt om een waarde op te vragen en aan te passen.
Enkele programmeertalen, die property's ondersteunen, zijn: C#, D, Object Pascal / Free Pascal, Objective-C 2.0, Python, Vala en Visual Basic.

## Voorbeelden

### C#
In C# kan een property worden gedefinieerd door de werking van get (opvragen) en set (aanpassen) te specificeren:
```
class
 
Pen

{

    
private
 
int
 
m_Kleur
;
 
// private veld

    

    
public
 
int
 
Kleur
   
// public property

    
{

        
get

        
{

            
return
 
m_Kleur
;

        
}

        
set
 

        
{

            
m_Kleur
 
=
 
value
;

        
}

    
}

}

```

De property Kleur kan als volgt gebruikt worden:
```
Pen
 
pen
 
=
 
new
 
Pen
();

int
 
waarde
 
=
 
pen
.
Kleur
;
 
// opvragen

pen
.
Kleur
 
+=
 
1
;
 
// aanpassen

```

Het aanpassen van de waarde van m_Kleur via property Kleur geeft een nettere syntaxis in vergelijking met de situatie zonder properties:
```
pen
.
setColor
(
pen
.
getColor
()
 
+
 
1
);

```

### Vala
In Vala zijn er verscheidene manieren om properties te noteren. Naast de aanpak die in C# gebruikt kan worden (private veld en een public property), kan men ook de volgende notaties gebruiken:
```
// definieert een public property met standaard get/set gedrag

public
 
int
 
prop_1
 
{
 
get
;
 
set
;
 
}

// definieert een public property met standaard get/set gedrag

// de set is private gemaakt en de standaardwaarde van prop_3 is 42

public
 
int
 
prop_3
 
{
 
get
;
 
private
 
set
;
 
default
 
=
 
42
;
 
}

```